# Jean-Pierre Raffarin

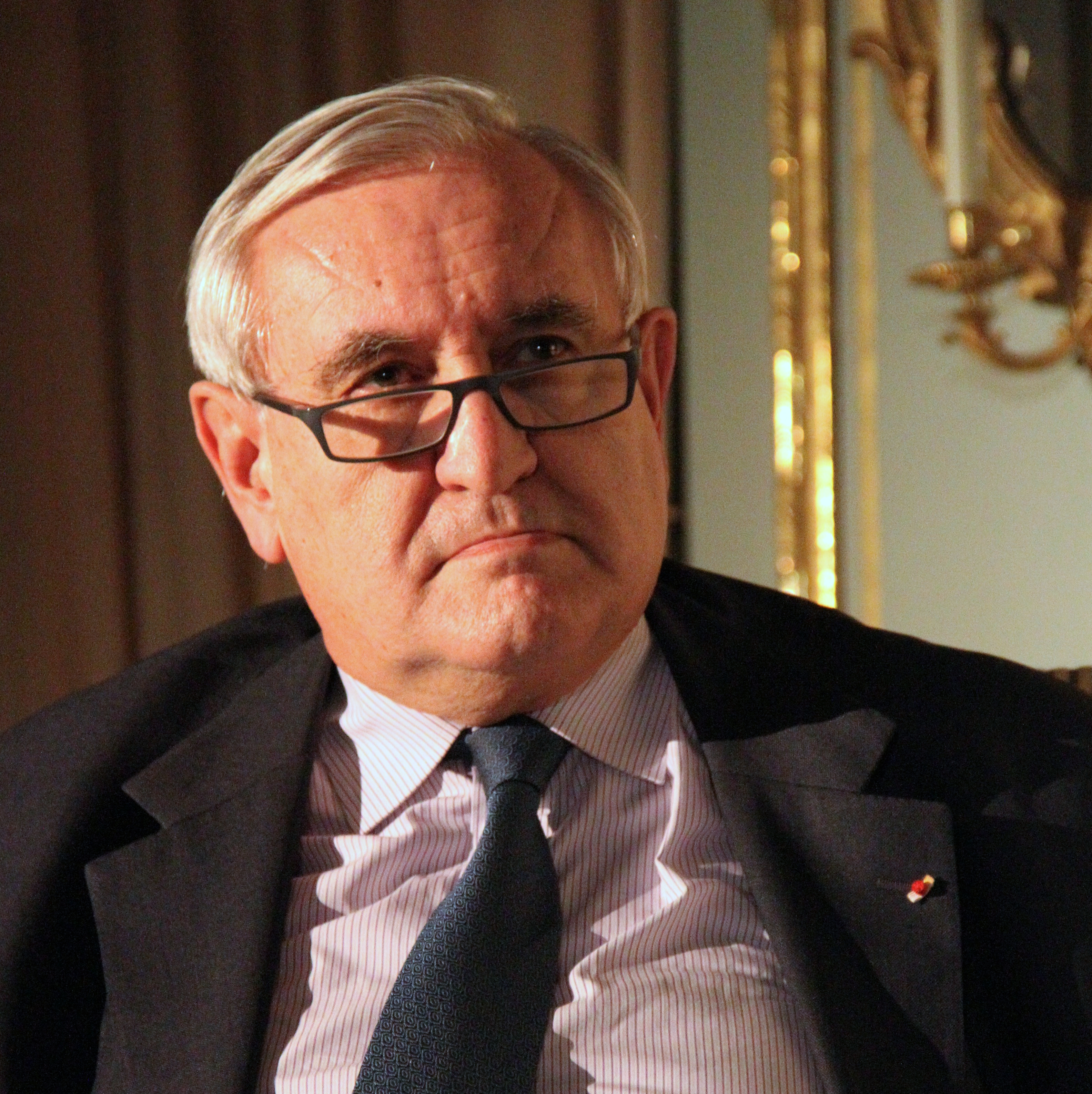
Jean-Pierre Raffarin (2013)

Jean-Pierre Raffarin (Aussprache: [ʒɑ̃ˈpjɛːʀ ʀafaˈʀɛ̃] ⓘ; * 3. August 1948 in Poitiers) ist ein französischer Politiker (UDF, DL, UMP, Les Républicains). Von 2002 bis 2005 war er Premierminister Frankreichs.

## Ausbildung
Jean-Pierre Raffarin ist ein Sohn des Landwirts und CNIP-Politikers Jean Raffarin, der in der Regierung Pierre Mendès France 1954–55 Staatssekretär im Landwirtschaftsministerium war. Er studierte an der Universität Panthéon-Assas (Paris II) Jura und erhielt 1972 sein Diplom der Handelshochschule ESCP Europe (École supérieure de commerce de Paris). Dort gehörte er zum selben Abschlussjahrgang wie sein späterer Kabinettskollege Michel Barnier. Danach machte Raffarin ein Praktikum von einem knappen Jahr in der Seifensiederei Fébor an der Eure.

## Karriere in der Wirtschaft
Entgegen dem gängigen Muster französischer Politiker hat Raffarin einen bedeutenden Teil seiner Karriere in der Privatwirtschaft verbracht: Er war von 1973 bis 1976 Mitglied der Marketingdirektion der Cafés Jacques Vabre, während er Generalsekretär der Giscardistischen Jugend war. Zwischen 1976 und 1981 war er Angestellter der nationalen Arbeitsagentur ANPE.
Als sich 1978 sein Vater aus der Hypothekenbank Crédit Immobilier Rural de la Vienne zurückzog, die er 1956 gegründet hatte, wurde Jean-Pierre Raffarin dort Präsident. Er profitierte während der 1980er Jahre von einer Welle von Fusionen seiner Hypothekenbank, bei der er vom Präsidenten des Crédit Immobilier de Poitou-Charentes zum Präsidenten der Crédit Immobilier de France Centre-Ouest aufstieg. Seine Hypothekenbank gehört heute zur Hypothekenbank Crédit Immobilier de France.

## Politische Karriere

### Partei
Raffarin begann sein politisches Engagement bei der Génération sociale et libérale, der Jugendorganisation der konservativ-liberalen Républicains indépendants des damaligen Staatspräsidenten Valéry Giscard d’Estaing. Aus den Républicains indépendants ging 1977 die Parti républicain (PR) hervor, der Raffarin im selben Jahr beitrat. Die PR war ein Bestandteil des bürgerlichen Parteienbündnisses Union pour la démocratie française (UDF), dessen Sprecher er von 1993 bis 1995 war. 
Wie Giscard d’Estaing verließ Raffarin 1995 die PR, nachdem der Parteivorsitzende François Léotard alle Anhänger des Ex-Präsidenten von der Spitze verdrängt hatte. Raffarin gründete stattdessen mit anderen Giscardiens (u. a. Hervé de Charette) die Parti populaire pour la démocratie française (PPDF), die ebenfalls dem Bündnis UDF angehörte. Im Dezember desselben Jahres wurde Raffarin Generalsekretär der UDF. Nach der Niederlage der bürgerlichen Parteien bei der Parlamentswahl 1997 benannte sich die Parti républicain in Démocratie libérale (DL) um, der auch Raffarin beitrat und stellvertretender Vorsitzender wurde. An der Umwandlung des Parteienbündnisses UDF in eine einheitliche Partei („Nouvelle UDF“) im Jahr 1998 beteiligte sich Raffarin – wie die DL insgesamt – nicht. 
Die Démocratie libérale fusionierte im November 2002 mit der gaullistischen RPR sowie kleineren Parteien und unabhängigen Politikern zur Union pour un mouvement populaire (UMP) als Sammelpartei des Mitte-rechts-Lagers.

### Kommunal- und Regionalpolitik
Kommunalpolitisch war Raffarin von 1978 bis 1995 als Mitglied des Stadtrats von Poitiers aktiv, wo er der Opposition gegen den sozialistischen Bürgermeister Jacques Santrot angehörte. 1986 wurde er erstmals in den Regionalrat von Poitou-Charentes gewählt, dessen Präsident er von 1988 bis 2002 war. Von 1995 bis 2001 war er zudem stellvertretender Bürgermeister der Kleinstadt Chasseneuil-du-Poitou.

### Europaparlamentarier
Von 1989 bis 1995 war er Mitglied des Europäischen Parlaments. Dort gehörte er zunächst der Liberalen Fraktion an. Von 1992 bis 1994 war Raffarin stellvertretender Vorsitzender des Haushaltsausschusses. Nach der Europawahl 1994 wechselten die Abgeordneten der UDF in die Fraktion der Europäischen Volkspartei (Christdemokraten), deren Vorstandsmitglied Raffarin anschließend war. Als Quästor war er von 1994 bis 1995 Mitglied des Parlamentspräsidiums. Im Mai 1995 legte Raffarin sein Mandat im EP nieder, um Minister in Paris zu werden.

### Nationale Politik
1995 bis 1997 war Raffarin Minister für kleine und mittlere Unternehmen, Handel und Handwerk in den Regierungen Juppé I und II. Im September 1995 wurde er in den französischen Senat gewählt, übte das Mandat aber nicht aus, um sich auf sein Regierungsamt zu konzentrieren. Er gehörte der zweiten Parlamentskammer aber nach dem Regierungswechsel 1997 bis zu seiner Ernennung als Premierminister 2002 an. Dort gehörte er der liberalen Fraktion Républicains et Indépendants (RI) an. 1998–99 war er stellvertretender Vorsitzender, anschließend Sekretär des Ausschusses für Wirtschaftspolitik.

## Premierminister
Nach seiner Wiederwahl und dem folgenden Rücktritt der Regierung Jospin ernannte Staatspräsident Jacques Chirac Jean-Pierre Raffarin am 6. Mai 2002 zum Premierminister, der das Kabinett Raffarin I bildete. Nach den Parlamentswahlen im Juni 2002, die die neu gegründete UMP unter Führung Chiracs und Raffarins gewinnen konnte, wurde Raffarin in seinem Amt bestätigt und bildete das weitgehend unveränderte Kabinett Raffarin II. Raffarins Politik vereinte Kommunikation, Autorität und Neoliberalismus. 2003 führte die französische Regierung die Reformen des gesetzlichen Rentensystems und der Dezentralisierung durch, was viele Streiks auslöste.
Am 28. März 2004 erlitt seine regierende UMP eine schwere Wahlniederlage bei den Regionalwahlen: Alle Festlandsregionen bis auf das Elsass gingen an die Oppositionsparteien PS (Sozialisten), PCF (Kommunisten) und Les Verts (Grüne). Dies wurde allgemein – auch von Raffarin selbst – als eine Geste des Misstrauens seitens der Wähler gegen seine Regierung aufgefasst. Zwei Tage später bot Raffarin Präsident Chirac den Rücktritt seiner Regierung an. Dieser beauftragte umgehend Raffarin mit der Neubildung der Regierung. Am 31. März präsentierte Raffarin ein neues Kabinett (Kabinett Raffarin III) ohne jene Minister, die selbst Fehler bekannt hatten, wie Luc Ferry oder Jean-François Mattei.
Während eines Staatsbesuchs am 21. April 2005 in der Volksrepublik China unterstützte Raffarin das neue Anti-Abspaltungsgesetz – in dem sich die Volksrepublik selbst zur Invasion des selbständigen Taiwan ermächtigt – und setzte seine Kampagne für europäische Waffenlieferungen an die Volksrepublik China fort.
Nachdem im Sommer 2003 bei einer Hitzewelle einige Tausend alte Menschen in den Alten- und Pflegeheimen gestorben waren, überschlugen sich alle Parteien mit Vorschlägen zur Sanierung der Altenpflege. Sie gipfelten in einem Appell des Präsidenten an die Solidarität aller, die Probleme zu überwinden, was die breite Öffentlichkeit begrüßte. Raffarin legte daraufhin mit Hinweis auf die Gesetzgebung zur deutschen Pflegeversicherung (bei der der Buß- und Bettag als Feiertag in Deutschland abgeschafft wurde) ein Gesetz vor, das den Pfingstmontag als gesetzlichen Feiertag abschaffte und die Arbeitnehmer belastete, die Arbeitgeber aber nicht. Dreizehn Tage vor dem von Präsident Chirac angesetzten Referendum zur Europäischen Verfassung wurde erstmals an einem Pfingstmontag gearbeitet, was die Bejahung des Referendums nicht gerade förderte. Eine Million Arbeitnehmer arbeiteten am Pfingstmontag in Frankreich nicht, sondern streikten.
Zwei Tage nach dem Nein der Franzosen im Referendum zur EU-Verfassung am 29. Mai 2005 reichte Raffarin seinen Rücktritt ein. Das Referendum wurde von vielen Franzosen auch zur Unmutsäußerung über die Politik der Regierung genutzt. Staatspräsident Chirac, der selbst keine Konsequenzen aus der Abstimmungsniederlage zog, beabsichtigte deshalb, die Regierung umzubilden. Der unpopuläre und zunehmend amtsmüde Raffarin wollte dem nicht im Wege stehen und trat zurück. Chirac, der fest mit dem Rücktritt gerechnet hatte und nicht an Raffarin festhalten wollte, nahm den Rücktritt an. Vielfach wurde die Ansicht geäußert, dass Raffarin damit die Rolle des Sündenbocks übernahm. Sein Nachfolger als Regierungschef wurde der vorherige Innenminister Dominique de Villepin.
Raffarin ist bekannt für seine optimistischen Aphorismen, ironisch als „Raffarinades“ (Raffarinaden) bezeichnet, deren Bekannteste lautet: „La route est droite, mais la pente est forte.“ (Die Straße ist gerade, aber die Steigung ist stark.)

## Nach der Amtszeit als Premierminister

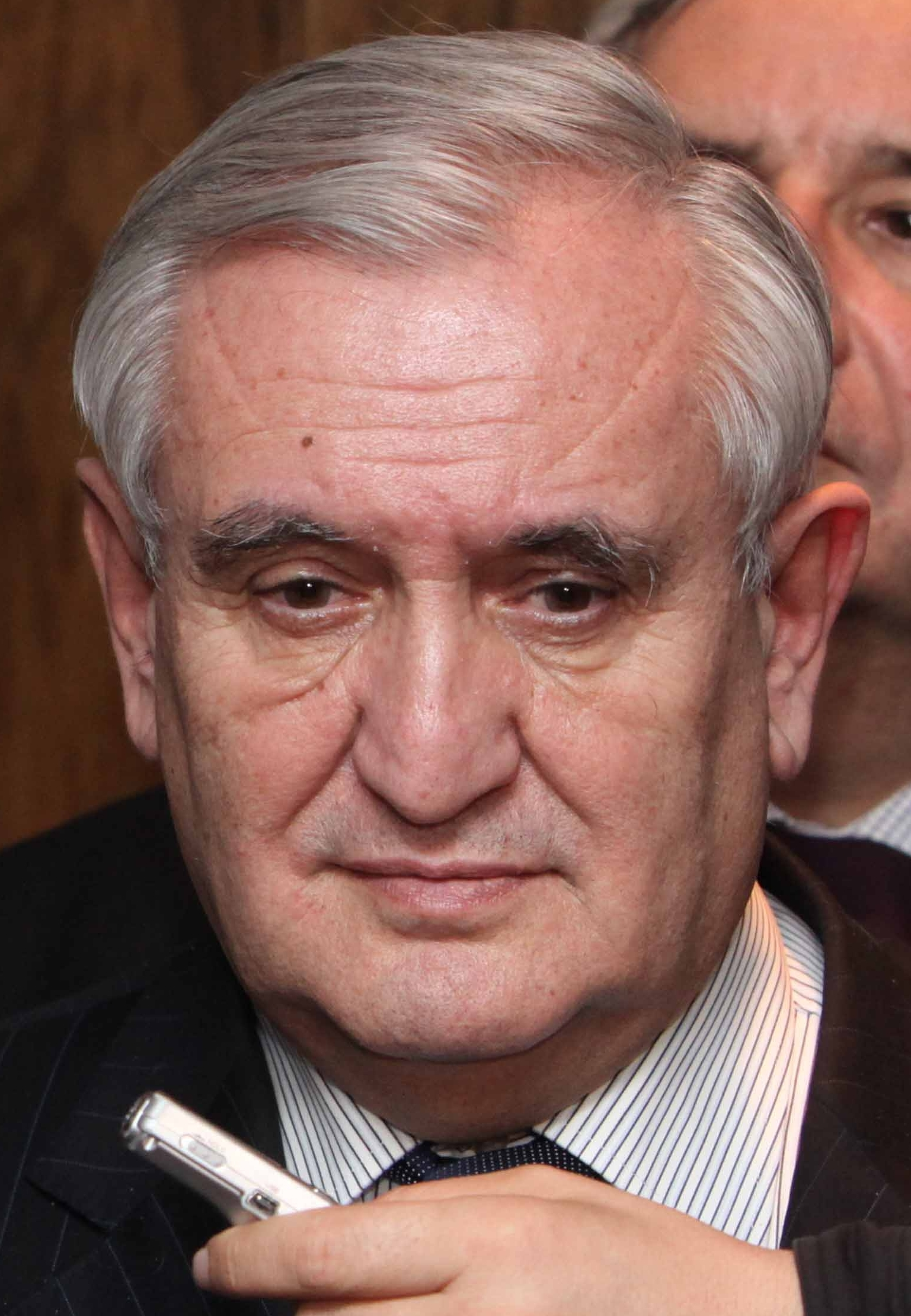
Raffarin im Jahr 2011

Jean-Pierre Raffarin wurde in einer Nachwahl im September 2005 wieder in den französischen Senat gewählt, dem er anschließend bis zu seinem Rückzug aus der aktiven Politik im Oktober 2017 angehörte. Aus der breiten Öffentlichkeit zog sich Raffarin zurück, absolvierte aber trotzdem im Wahlkampf 2007 zahlreiche Auftritte für die UMP und den Präsidentschaftskandidaten Nicolas Sarkozy. Nach dessen Wahl zum Staatspräsidenten und einer Reform der Parteigremien wurde Jean-Pierre Raffarin Vizepräsident der UMP, wobei die eigentliche Parteiführung beim Generalsekretär der UMP – in jener Zeit Patrick Devedjian – lag. Im September 2008 bewarb sich Raffarin um das Amt des Senatspräsidenten, unterlag aber in der Vorabstimmung der Fraktion der UMP Gérard Larcher. Im Februar 2010 lehnte er ein Angebot Sarkozys, französischer Botschafter in China zu werden, ab.
Für den Parteikongress der UMP im November 2012 war Raffarin einer der Erstunterzeichner des Programms „France moderne et humaniste“. Bei der Abstimmung über die Strömungen erhielt diese 18 Prozent der Stimmen und erreichte damit Platz 3. Bei der Wahl des Parteipräsidenten galt Raffarin als Unterstützer von Jean-François Copé. Nach wochenlanger Auseinandersetzung um den Wahlausgang gelang es Raffarin am 16. Dezember 2012, einen Kompromiss zwischen den beiden Bewerbern um die Parteipräsidentschaft zu vermitteln.
Nach dem Rücktritt von Jean-François Copé vom Parteivorsitz der UMP zum 15. Juni 2014 übernahm Raffarin kommissarisch gemeinsam mit Alain Juppé und François Fillon die Führung der UMP, bis im November 2014 wieder Nicolas Sarkozy den Parteivorsitz übernahm. Unter Sarkozys Führung benannte sich die UMP im Mai 2015 in Les Républicains um. Von Oktober 2014 bis Juli 2017 war Raffarin Vorsitzender des Senatsausschusses für auswärtige Angelegenheiten, Verteidigung und Streitkräfte.
Zur Europawahl 2019 erklärte er seine Unterstützung für La République en Marche (LREM), die Partei des Staatspräsidenten Emmanuel Macron. Raffarin zahlte bei Les Républicains keinen Mitgliedsbeitrag mehr, seine Parteimitgliedschaft erlischt daher mit Jahresablauf. Er lobte Macrons Politik als „die beste, die das Land haben kann“, will aber auch nicht LREM beitreten, sondern ganz aus der Parteipolitik ausscheiden.